# 谷岡成美
谷岡 成美（たにおか なるみ、2002年11月8日 - ）は、福岡県小郡市出身の日本の柔道選手。階級は63kg級。

## 経歴
渋谷教育学園渋谷中学3年の時に全国中学校柔道大会の57㎏級で5位になった。渋谷教育学園渋谷高校へ進むと、2年の時にインターハイ63㎏級で2位になった。2021年に筑波大学へ進学すると、2年の時に全日本ジュニアで優勝、体重別団体で3位になった。学生体重別では3年の時に3位、4年の時に優勝した。2025年には日本エースサポートの所属となった。体重別は本来出場予定でなかったが堀川恵の代わりに出場すると、決勝でパーク24の山口葵良梨を技ありで破って、シニアの全国大会初優勝を飾った。続く全日本選手権では3回戦で78㎏超級の選手である日体大4年の新井万央を3－0の判定で破るも、準々決勝で同じ63㎏級である環太平洋大学4年の石岡来望に袈裟固で敗れた。グランドスラム・アスタナでは準決勝でリオデジャネイロオリンピック57㎏級金メダリストであるブラジルのラファエラ・シルバを有効で破るも、決勝でフランスのメルキア・オシュコルヌに反則負けを喫して2位だった。ワールドユニバーシティゲームズでは準決勝まで全て一本勝ちすると、決勝ではパリオリンピック銅メダリストであるコソボのラウラ・ファズリウの棄権により優勝を果たした。

## 戦績
- 2017年 -　全国中学校柔道大会　5位(57㎏級)
- 2019年 -　インターハイ　2位
- 2022年　- 全日本ジュニア　優勝
- 2022年 -　体重別団体　3位
- 2023年 -　学生体重別　3位
- 2024年 -　学生体重別　優勝
- 2025年 -　体重別　優勝
- 2025年 - 全日本選手権　5位
- 2025年 -　グランドスラム・アスタナ　2位
- 2025年 - ワールドユニバーシティゲームズ　優勝

(出典JudoInside.com)